# Герман Фегеляйн
Ганс Георг Отто Герман Фегеляйн (нім. Hans Georg Otto Hermann Fegelein; нар. 30 жовтня 1906, Ансбах, Баварія — пом. 28 квітня 1945, Берлін) — німецький воєначальник часів Третього Рейху, группенфюрер СС та генерал-лейтенант військ СС (1944). Кавалер Лицарського хреста з дубовим листям та мечами (1944). Зять Єви Браун, входив до ближнього кола А.Гітлера. За наказом Гітлера за кілька днів до кінця війни був розстріляний за підозрою у зраді, з позбавленням усіх титулів, звань та нагород.

## Біографія

### Довоєнний період
Народився 30 жовтня 1906 року в Ансбасі, Франконія.
Служив у Добровольчому корпусі Россбаха. Після демобілізації армії служив у рейхсвері, в 1925—1926 роках — в кулеметних частинах кавалерії. 20 квітня 1927 року поступив на службу в Баварську земельну поліцію в Мюнхені. 16 серпня 1929 року звільнився з поліції, кандидат в офіцери.
Вступив у NSDAP (квиток № 1 200 158). Користувався підтримкою К. Вебера, з яким познайомився на ґрунті любові до коней.
1 травня 19 33 року поступив у СС (SS-Nr. 66 680). С 15 травня 1933 року командир кавелірії групи СС «Південь» (пізніше оберабшніту СС). З липня 1934 року командир 15-го кавалерійського штандарту СС, з травня 1934 до 31 жовтня 1936 року — 5-го кавалерійського абшніту СС. 16 червня 1936 року призначений Генріхом Гіммлером начальником головної кавалерійської школи СС у Мюнхені.

### Друга світова війна
Під час окупації Польщі Фегеляйн сформував перші регулярні кавалерійські частини СС. З 22 листопала 1939 по 1 червня 1940 року командир 1-го кавалерійського штандарту СС «Мертва голова», який дислокувався у Варшаві, брав участь у каральних операціях проти поляків та євреїв.
2 серпня 1941 року призначений командиром кавалерійської бригади СС. До 19 березня 1942 року воював з бригадою на радянсько-німецькому фронті. Частини бригади своїм жорстоким ставленням до партизан «заслужили» недобру славу. 2 березня 1942 року нагороджений Лицарським хрестом Залізного хреста і в травні 1942 року здав командування.
З травня по жовтень 1942 року Фегеляйн був інспектором кавалерії і транспортних частин СС і начальником 6-го управління (кавалерія і транспорт) Головного оперативного управління СС. З 30 вересня 1943 року представник рейхсфюрера СС при Головній квартирі фюрера. 1 листопада 1943 року нагороджений Німецьким хрестом в золоті. У червні 1944 року одружився з сестрою коханки Гітлера Єви Браун —  Ґретель. Постійно знаходився біля Гітлера.
З 1 січня 1945 року начальник 4-го управління Головного оперативного управління СС. 30 липня 1944 року нагороджений Лицарським хрестом Залізного хреста з дубовим листям і мечами.

### Смерть
26 квітня 1945 року Фегеляйн непомітно покинув Рейхсканцелярію і поїхав до себе додому в Берлін-Шарлоттенбург. Коли Гітлер виявив його зникнення, то наступного дня наказав заарештувати Фегеляйна. Доставлений в Рейхсканцелярію Фегеляйн був позбавлений чинів і нагород та посаджений під арешт.
28 квітня 1945 року Гітлер отримав повідомлення зі Стокгольму, що Гіммлер шукав шляхів для переговорів про мир із союзниками. Розлючений Гітлер наказав заарештувати Гіммлера, хоча той знаходився за межами досяжності. Замість нього постраждав Фегеляйн, якого викликав до себе Гітлер і після допиту наказав розстріляти його у дворі Рейхсканцелярії, що й було виконано у той же день.

## Нагороди
Військова кар'єра
- 12 червня 1933 — штурмфюрер СС
- 20 квітня 1934 — оберштурмфюрер СС
- 9 листопада 1934 — гауптштурмфюрер СС
- 30 січня 1936 — штурмбанфюрер СС
- 30 січня 1937 — оберштурмбанфюрер СС
- 25 липня 1937 — штандартенфюрер СС
- 1 грудня 1942 — оберфюрер СС
- 1 травня 1943 — бригадефюрер СС та генерал-майор Ваффен-СС
- 21 червня 1944 — группенфюрер СС та генерал-лейтенант Ваффен-СС

- Цивільний знак СС (№24 180)
- Почесний кут старих бійців
- Йольський свічник (16 грудня 1935)
- Почесна шпага рейхсфюрера СС
- Кільце «Мертва голова»
- Німецький кінний знак в золоті
- Німецький Олімпійський знак 1-го класу — за нагляд за підготовкою учасників кінних перегонів.
- Орден Культурних Заслуг 2-го класу (Румунія) — за спортивні заслуги.
- Нагрудний знак Німецької асоціації портятунку життя в бронзі
- Почесний знак «За турботу про німецький народ» 3-го і 2-го класу
- Медаль «За вислугу років у НСДАП» в бронзі (10 років)
- Медаль «За вислугу років у СС» 4-го і 3-го класу (8 років)
- Німецька імперська відзнака за фізичну підготовку в бронзі (1 грудня 1937)
- Спортивний знак СА в бронзі (1 грудня 1937)
- Медаль «У пам'ять 13 березня 1938 року»
- Медаль «У пам'ять 1 жовтня 1938» із застібкою «Празький град»

### Друга світова війна
- Залізний хрест
  - 2-го класу (15 грудня 1940)
  - 1-го класу (28 червня 1941)
- Лицарський хрест Залізного хреста (2 березня 1942);
  - Дубове листя (№ 157; 22 грудня 1942) як оберфюрер СС і командир бойової групи «Фегелейн»;
  - Мечі (№ 83; 30 липня 1944) за поранення, отримані під час замаху на Гітлера 20 липня 1944 року;
- Нагрудний знак «За участь у загальних штурмових атаках» в сріблі;
- Штурмовий піхотний знак в сріблі (2 жовтня 1941)
- Срібна медаль «За військову доблесть» (Італія)
- Медаль «За зимову кампанію на Сході 1941/42» (1 вересня 1942)
- Хрест воєнних заслуг 2-го класу з мечами (1 вересня 1942)
- Нагрудний знак ближнього бою
  - в бронзі (11 вересня 1943)
  - в сріблі (5 грудня 1943)
- Німецький хрест в золоті (1 листопада 1943)
- Нагрудний знак «За поранення 20 липня 1944 року» в сріблі (26 липня 1944)

## Відео
- Rare Fegelein Footage [Архівовано 4 квітня 2022 у Wayback Machine.]